# 카운트다운 위드 키스 올버먼
《카운트다운 위드 키스 올버먼》(Countdown with Keith Olbermann)은 미국 케이블 텔레비전 방송국 커런트 TV의 평일 종합 시사 보도, 토론 및 논평 프로그램으로, 미국동부시간으로 저녁 8시부터 9시까지 방송한다. 키스 올버먼 앵커가 진행하며, 이 방송 그리고 시청자들의 성향은 주로 젊고 자유주의적이며 진보적인 성향도 띤다.

## 프로그램의 출범과 현재

### 출범
2003년 2월 28일, 이라크 전쟁의 개전을 앞두고 종영된 Donahue 도너휴를 대체하여 Countdown: Iraq(카운트다운 이라크)라는 이름으로 시작되었는데, 전쟁 발발(3월 20일) 직후 '2004년 아테네 올림픽'의 스포츠 경기 중계자격과 함께, 3일 동안 MSNBC의 시사 프로그램(카운트다운 이라크) 진행을 NBC 유니버설(GE의 방송부문)의 경영진으로부터 제안받은 키스 올버먼은, 그의 독특한 진행방식과 시청률 상승을 눈여겨본 경영진의 전격적인 결정으로, 3월 31일부터 그에게 '카운트다운'의 진행을 맡겼으며, 이 프로그램의 기원으로 이어진다.

### 제작 과정
미국의 저녁(프라임타임)시간대 종합 시사 보도 프로그램으로서, 미국 내(주로)와 국제 소식들을, 앵커와 패널간의 토론 및 평가(논평)와 함께 방송한다. 올버먼의 모교 코넬 대학교에서 발간한 대학신문(The Cornell Daily Sun)에 의하면, 대략 10명 이상의 직원(스태프)들과 함께 그날의 방송을 준비하는데, 아침 일과시간에 그날 방송할 주요 소식들을 정한 후에, 11시경에 진행자 올버먼과의 전화상 회의를 통하여 내용을 세부적으로 구성한다. 정오 시간에 올버먼이 최종 방송 시안을 받고, 직접 내용을 최종 구성, 정리하면 다시 이를 스태프들에게 이메일로 보낸 후, 바로 텔레프롬프터에 올려질 내용들을 작성한다. 오후 2시쯤에 올버먼이 뉴욕 록펠러 센터(GE 빌딩)에 있는 MSNBC 본사 사무실에 도착하면, 함께 방송에 내보낼 화면이나 자료들을 함께 준비하고, 7시 반부터 본방송 직전까지 용모단정을 마치면 8시에 방송이 시작된다. 베토벤의 교향곡 9번의 두 번째 도입부가 이 방송의 시작을 알린다.

## 구성
기본적인 진행순서는 대체로 다음과 같으며, 비중이 큰 소식이나 속보(Breaking News)가 발생한 날에는 달라질 수 있다.

### MSNBC 시절
- Open/Headlines - 올버먼의 목소리로, "Which of these stories will you be talking about tomorrow?"(내일 당신은 어떤 소식들을 논하실겁니까?)라는 질문으로 시작하여, 그날의 방송 내용을 2분내로 정리하여 간략하게 소개한다. 자료화면이 끝나고 방송이 시작되면 인사, 오늘의 날짜 알림와 함께 "(예: 버락 오바마 당선자의 대통령 취임까지 - 2008년 12월 기준) 며칠 남았습니다"라며 날짜를 센다.
- Number 5 Story - 주로 그날 벌어진 소식들 중 가장 중요한 소식을 정치평론가들의 토론을 곁들여 전한다. 꼭지당 방송분량이 가장 길다.
- Commercial break - 중간광고
- Number 4 Story 그날 벌어진 소식들 중 두 번째로 중요한 소식을 비슷한 형태로 전한다.
- Commercial break - 중간광고
- Oddball - 유튜브 등 각종 인터넷상에서 웃기거나 화제가 된 동영상들을 짤막하게 보여주는데, 올버먼의 "Let's Play Oddball!"(오드볼을 돌려볼까요!)라는 멘트와 함께 진행된다.
- Countdown's Best Persons in the World - 그날 벌어진 소식들 중 훈훈한 이야기(미담)들을 세가지로 간추려서 전한다. "Top 3 Newsmakers"라는 이름으로 시작되었으나 WPITW의 이름과 보조를 맞추기 위해 현재의 타이틀로 대략 1분 내외로 방송중이다.
- Commercial break - 중간광고
- Number 3 Story - 그날 벌어진 소식들 중 세 번째로 중요한 소식을 올버먼이 직접 전하는데, 간혹 게스트와 토론하는 경우도 있다.
- Bushed! - 2008년 2월부터 시작되었으며, 그날그날 벌어진 조지 W. 부시정권의 일거수 일투족을 '부시 정권의 50개 진행 중인 스캔들'이라는 이름 아래 올버먼이 3가지로 추려 보도, 비판한다. 버락 오바마 제44대 미국 대통령의 취임 이후에는 이 코너가 사라졌다.
- Commercial break - 중간광고
- Number 2 Story: Worst Person in the World - "세상에서 가장 못된 사람(들)"(약칭 WPITW)로서, 미국의 주류 언론들이 놓친 그날의 좋지 못한 소식들을 금,은,동으로 나누어 3분내외로 보도한다.
- Commercial break - 중간광고
- Number 1 Story - 방송의 마지막 부분으로서, 보통 대중문화에 관한 소식들을 전하는데, 간혹 사회적 논쟁이 심한 사건이 발생할시에는 "올버먼의 특별 논평"이 나온다.
- Sign off - 올버먼이 그날의 방송을 마치면서, 오늘은 이라크전 종전선언으로부터 며칠이 지났는지 알려주면서 "Good night, and good luck"(좋은 밤, 좋은 꿈 꾸세요)라는 에드워드 머로우앵커의 명문장을 읽은 직후, 그날 마지막 방송 대본을 야구공 모양으로 구겨 카메라에 던진 종이가 맞아 유리창에 깨지면서 방송이 종료되는데, 최근에는 그 직후 화면을 바로 다음에 이어지는 형제(자매) 방송인 레이첼 매도우 쇼로 넘겨(Toss)주었다.

### 커런트 TV 시절
- Open/Headlines - 올버먼의 목소리로, "Which of these stories will you be talking about tomorrow?"(내일 당신은 어떤 소식들을 논하실겁니까?)라는 질문으로 시작하여, 그날의 방송 내용을 2분내로 정리하여 간략하게 소개한다. 자료화면이 끝나고 방송이 시작되면 인사, 오늘의 날짜 알림와 함께 "(예: 2012년 대통령 선거일까지 OOO일 남았습니다"라며 날짜를 센다.
- Number 5 Story - 주로 그날 벌어진 소식들 중 가장 중요한 소식을 정치평론가들의 토론을 곁들여 전한다. 꼭지당 방송분량이 가장 길다.
- Commercial break - 중간광고
- Number 4 Story 그날 벌어진 소식들 중 두 번째로 중요한 소식을 비슷한 형태로 전한다.
- Commercial break - 중간광고
- Time Marches On - 유튜브 등 각종 인터넷상에서 웃기거나 화제가 된 동영상들을 짤막하게 보여준다.
- Commercial break - 중간광고
- Number 3 Story - 그날 벌어진 소식들 중 세 번째로 중요한 소식을 올버먼이 직접 전하는데, 간혹, 게스트와 토론하는 경우, 그리고 올버먼의 짤막한 논평(Comment, 3분 내외)이 방송되기도 한다.
- Commercial break - 중간광고
- Number 2 Story: Worst Person in the World - "세상에서 가장 못된 사람(들)"(약칭 WPITW)로서, 미국의 주류 언론들이 놓친 그날의 좋지 못한 소식들을 금,은,동으로 나누어 3분내외로 보도한다.
- Commercial break - 중간광고
- Number 1 Story - 방송의 마지막 부분으로서, 보통 대중문화에 관한 소식들을 전하는데, 간혹 사회적 논쟁이 심한 사건이 발생할시에는 "올버먼의 특별 논평"이 나온다.
  - Fridays with Thurber - 올버먼의 부친이 2010년 3월에 결장투병끝에 별세한 이후 MSNBC에서 시작된 전통으로서, 그가 부친을 간호할때의 기억을 되살려, 매주 금요일 마지막 꼭지에, 미국의 문필가 James Thurber의 우화집 중에서 몇편을 골라, 올버먼이 직접 낭독한다.
- Sign off - 올버먼이, 그날의 방송을 마치면서, "Thank you for helping us preserve freedom of news. I'm Keith Olbermann.(보도-언론-자유를 지키는 저희를 도와주신 당신에게 감사드립니다. 저는 키스 올버먼입니다.)라는 방송종료신호를 읽은 직후, "Good night, and good luck"(좋은 밤, 좋은 꿈 꾸세요)라는 에드워드 머로우앵커의 명문장을 읽고, 그날의 방송 대본 중 일부를 야구공 모양으로 구겨 카메라에 던진 종이가 맞아 유리창에 깨지면서 방송은 종료된다.